# Arsène Goubert
Pour les articles homonymes, voir Goubert.
Louis Goubert dit Arsène Goubert  est un directeur d'établissements de café-concert du XIXe siècle.
Il fut le propriétaire de l'Alcazar et de l'Alcazar d'été.
C'est lui qui permit à Thérésa de devenir vedette, convaincu de son potentiel comique.
Sous la Commune de Paris, il devint directeur de la Fédération artistique, fondée dans son Alcazar d'hiver, pour demander, au nom des 600 adhérents, la réouverture des théâtres pour y donner des représentations caritatives.

## Sources
1. ↑  François Caradec et Alain Weill, Le Café-Concert, Fayard, 2007.